# 1820 en philosophie
Chronologie de la philosophie
- 1816
- 1817
- 1818
- 1819
- 1820
- 1821
- 1822
- 1823
- 1824

L’année 1820 a été marquée, en philosophie, par les événements suivants :

## Publications
- Principes de la philosophie du droit d'Hegel.
- Jacques-Henri Meister : Heures ou Méditations religieuses à l'usage de toutes les communions de l'Église, Zurich, Druck Fürsti, 1820

## Conférences
- Conférences Esthétique ou philosophie de l'art par Hegel.

## Naissances
- 27 avril : Herbert Spencer, philosophe anglais, mort en 1903.
- 28 novembre : Friedrich Engels, philosophe allemand, mort en 1895.

## Décès
- 25 avril : Volney (Constantin-François Chassebœuf de La Giraudais), né en 1757.